# Cheilotrichia kolbei
Cheilotrichia kolbei är en tvåvingeart som först beskrevs av Westhoff 1882.  Cheilotrichia kolbei ingår i släktet Cheilotrichia och familjen småharkrankar. Inga underarter finns listade i Catalogue of Life.